# Größtes und kleinstes Element
Das größte beziehungsweise kleinste Element sind Begriffe aus dem mathematischen Teilgebiet der Ordnungstheorie. Das größte Element wird auch als Maximum bezeichnet, dementsprechend spricht man beim kleinsten Element vom Minimum.
Ein Element einer geordneten Menge ist das größte Element der Menge, wenn alle anderen Elemente kleiner sind. Es ist das kleinste Element der Menge, wenn alle anderen Elemente größer sind. Weder das größte noch das kleinste Element einer Menge muss existieren, ist aber im Fall seiner Existenz jeweils bis auf Assoziiertheit eindeutig bestimmt.
Eine Maximumsfunktion liefert das größte ihrer Argumente als Wert, eine Minimumsfunktion liefert das kleinste ihrer Argumente.
Die Abkürzungen max und min sind gebräuchlich, seltener auch Max und Min.

## Definitionen
{\displaystyle (X,\leq )} sei eine Quasiordnung, {\displaystyle M\subseteq X} eine Teilmenge der Grundmenge {\displaystyle X} und {\displaystyle x\in M}.
{\displaystyle x\ } ist größtes Element von {\displaystyle M\ } {\displaystyle :\Longleftrightarrow \forall y\in M:y\leq x}
{\displaystyle x\ } ist kleinstes Element von {\displaystyle M\ } {\displaystyle :\Longleftrightarrow \forall y\in M:x\leq y}
Kleinste Elemente von {\displaystyle M} sind assoziiert, stehen also in beiden Richtungen in Relation: Falls {\displaystyle x} und {\displaystyle y} kleinstes Element von {\displaystyle M} sind, gilt {\displaystyle x\leq y\leq x}. Analoges ist zu größten Elementen zu sagen.
Wenn {\displaystyle \leq } antisymmetrisch ist, folgt sofort, dass sowohl das größte als auch das kleinste Element (falls vorhanden) eindeutig bestimmt ist.
Ein größtes Element von {\displaystyle M} wird auch Maximum von {\displaystyle M} genannt, ein kleinstes Element Minimum. Die Notationen {\displaystyle \max(M)} und {\displaystyle \min(M)} werden gelegentlich verwendet. Man beachte jedoch, dass die Begriffe maximales Element und größtes Element nicht äquivalent sind, falls keine Totalordnung vorliegt.
Kleinste und größte Elemente von {\displaystyle X} selbst (falls sie existieren) werden manchmal mit 0 und 1 oder auch mit {\displaystyle \bot } und {\displaystyle \top } bezeichnet.
Eine Ordnung, bei der jede nichtleere Teilmenge ein kleinstes Element hat, nennt man eine Wohlordnung.

## Beispiele
- {\displaystyle 1\ } ist das größte Element der Menge {\displaystyle \left\{1,{\tfrac {1}{2}},{\tfrac {1}{3}},{\tfrac {1}{4}},\dots \right\}} von rationalen Zahlen. Die Menge hat kein kleinstes Element.
- {\displaystyle 0\ } ist das kleinste Element der Menge {\displaystyle \left\{0,{\tfrac {1}{2}},{\tfrac {2}{3}},{\tfrac {3}{4}},{\tfrac {4}{5}},\dots \right\}} von rationalen Zahlen. Die Menge hat kein größtes Element.
- Die Menge der positiven ganzen Zahlen hat ein kleinstes, aber kein größtes Element. Bei der Menge der negativen ganzen Zahlen ist es umgekehrt.
- In der bezüglich Inklusion geordneten Potenzmenge {\displaystyle {\mathcal {P}}(X)} ist {\displaystyle X} das größte und die leere Menge {\displaystyle \varnothing } das kleinste Element.
- Die Menge aller endlichen Teilmengen einer unendlichen Menge hat (bezüglich Inklusion) kein größtes Element.
- Bei der (gewöhnlichen) Ordnung auf der Menge der natürlichen Zahlen hat jede nichtleere Teilmenge ein kleinstes Element, es handelt sich also um eine Wohlordnung.
- Ordnet man die Menge der natürlichen Zahlen (einschließlich 0) bezüglich der Teilbarkeit, ist 0 das größte Element, da 0 von jeder natürlichen Zahl geteilt wird. Das kleinste Element ist 1, da 1 jede natürliche Zahl teilt.
- In jedem Ring {\displaystyle (R,\mid )} ist die {\displaystyle 0} wegen {\displaystyle \forall r\in R:r\cdot 0=0}, und somit {\displaystyle \forall r\in R:r\mid 0}, das größte Element hinsichtlich der Teilbarkeitsrelation {\displaystyle \mid }. Alle Einheiten (Teiler der {\displaystyle 1}) in einem unitären Ring {\displaystyle (R,\mid )} sind kleinste Elemente.

## Eigenschaften
- Jede endliche nichtleere Kette hat ein größtes und ein kleinstes Element.
- Ist {\displaystyle x} größtes Element von {\displaystyle M}, dann ist {\displaystyle x} auch maximales Element von {\displaystyle M} (und alle weiteren maximalen Elemente von {\displaystyle M} sind zu {\displaystyle x} assoziiert). Die Umkehrung gilt nicht: Auch wenn {\displaystyle M} genau ein maximales Element hat, muss {\displaystyle M} kein größtes Element haben.
Ein Beispiel dafür ist die Menge {\displaystyle \{2^{i}\mid i\in \mathbb {N} \}\cup \{3\}} bezüglich der Teilbarkeitsrelation. 3 ist hier das einzige maximale Element, es ist allerdings kein größtes Element, weil es nicht von allen anderen Elementen geteilt wird.
- Und gespiegelt: Ist {\displaystyle x} kleinstes Element von {\displaystyle M}, dann ist {\displaystyle x} auch das bis auf Assoziiertheit einzige minimale Element von {\displaystyle M}. Die Umkehrung gilt nicht: Auch wenn {\displaystyle M} genau ein minimales Element hat, muss {\displaystyle M} kein kleinstes Element haben.
- Für totale Ordnungen stimmen die Begriffe größtes Element und maximales Element überein. Ebenso stimmen dafür kleinstes Element und minimales Element überein.
- Ist {\displaystyle x} größtes Element von {\displaystyle M}, dann ist {\displaystyle x} auch ein Supremum von {\displaystyle M}. Umgekehrt gilt:
Hat {\displaystyle M} kein Supremum, dann auch kein größtes Element.
Hat {\displaystyle M} ein Supremum, das aber nicht in {\displaystyle M} liegt, dann hat {\displaystyle M} kein größtes Element.[A 1]
Hat {\displaystyle M} ein Supremum, das in {\displaystyle M} liegt, dann ist dies größtes Element von {\displaystyle M}.
- Ist {\displaystyle x} kleinstes Element von {\displaystyle M}, dann ist {\displaystyle x} auch ein Infimum von {\displaystyle M}. Umgekehrt gilt:
Hat {\displaystyle M} kein Infimum, dann auch kein kleinstes Element.
Hat {\displaystyle M} ein Infimum, das aber nicht in {\displaystyle M} liegt, dann hat {\displaystyle M} kein kleinstes Element.
Hat {\displaystyle M} ein Infimum, das in {\displaystyle M} liegt, dann ist dies ein kleinstes Element von {\displaystyle M}.
- Hat eine Menge mindestens zwei nichtassoziierte maximale Elemente, dann hat sie kein größtes Element. Hat sie mindestens zwei nichtassoziierte minimale Elemente, dann hat sie kein kleinstes Element.

## Maximums- und Minimumsfunktionen
In einer totalen Ordnung (z. B. der gewöhnlichen Ordnung auf den reellen Zahlen) hat jede endliche nichtleere Menge ein Maximum und ein Minimum. Für {\displaystyle n\geq 2} sind daher die Funktionswerte
{\displaystyle \max(x_{1},x_{2},\dotsc ,x_{n})}
{\displaystyle \min(x_{1},x_{2},\dotsc ,x_{n})}
als Maximum bzw. Minimum von {\displaystyle \left\{x_{1},x_{2},\dotsc ,x_{n}\right\}} wohldefiniert.
Die höherstelligen Funktionen lassen sich rekursiv auf die zweistelligen zurückführen:
{\displaystyle \max(x_{1},x_{2},\dotsc ,x_{n})=\max(x_{1},\max(x_{2},\dotsc ,x_{n}))}
{\displaystyle \min(x_{1},x_{2},\dotsc ,x_{n})=\min(x_{1},\min(x_{2},\dotsc ,x_{n}))}
Im Bereich der reellen Zahlen können die zweistelligen Funktionen auch so angegeben werden:
{\displaystyle \max(x_{1},x_{2})={\frac {x_{1}+x_{2}+|x_{1}-x_{2}|}{2}}}
{\displaystyle \min(x_{1},x_{2})={\frac {x_{1}+x_{2}-|x_{1}-x_{2}|}{2}}}
Damit ist nachgewiesen, dass {\displaystyle \operatorname {max} } und {\displaystyle \operatorname {min} } stetige Funktionen sind, weil Summe, Differenz, Betrag, Quotient stetige Funktionen sind und Kompositionen von stetigen Funktionen ebenfalls stetig sind.
Aus den obigen Gleichungen wird auch schnell der Zusammenhang zwischen {\displaystyle \operatorname {max} }- und {\displaystyle \operatorname {min} }-Funktion klar:
{\displaystyle \max(x_{1},x_{2})=-\min(-x_{1},-x_{2})}
Weiterhin gelten für alle {\displaystyle x_{1},x_{2},x_{3}\in \mathbb {R} } die folgenden Rechenregeln
{\displaystyle \max(x_{1},x_{2})+x_{3}=\max(x_{1}+x_{3},x_{2}+x_{3})}
{\displaystyle \min(x_{1},x_{2})+x_{3}=\min(x_{1}+x_{3},x_{2}+x_{3})}
und, falls {\displaystyle \lambda \geq 0}, auch
{\displaystyle \lambda \max(x_{1},x_{2})=\max(\lambda x_{1},\lambda x_{2})}
{\displaystyle \lambda \min(x_{1},x_{2})=\min(\lambda x_{1},\lambda x_{2}).}